# La Vau de Santa Anna
Lavault-Sainte-Anne és un municipi francès, situat al departament de l'Alier i a la regió d'Alvèrnia-Roine-Alps. L'any 2007 tenia 1.184 habitants.

## Demografia

### Població
El 2007 la població de fet de Lavault-Sainte-Anne era de 1.184 persones. Hi havia 465 famílies de les quals 96 eren unipersonals (48 homes vivint sols i 48 dones vivint soles), 186 parelles sense fills, 147 parelles amb fills i 36 famílies monoparentals amb fills.
La població ha evolucionat segons el següent gràfic:
Habitants censats

### Habitatges
El 2007 hi havia 508 habitatges, 475 eren l'habitatge principal de la família, 6 eren segones residències i 27 estaven desocupats. 481 eren cases i 23 eren apartaments. Dels 475 habitatges principals, 352 estaven ocupats pels seus propietaris, 111 estaven llogats i ocupats pels llogaters i 12 estaven cedits a títol gratuït; 1 tenia una cambra, 9 en tenien dues, 61 en tenien tres, 202 en tenien quatre i 201 en tenien cinc o més. 416 habitatges disposaven pel capbaix d'una plaça de pàrquing. A 201 habitatges hi havia un automòbil i a 251 n'hi havia dos o més.

### Piràmide de població
La piràmide de població per edats i sexe el 2009 era:
| Homes | Edats   | Dones |
| ----- | ------- | ----- |
| 0     | 95 o +  | 0     |
| 4     | 90 a 94 | 0     |
| 4     | 85 a 89 | 8     |
| 12    | 80 a 84 | 8     |
| 12    | 75 a 79 | 8     |
| 20    | 70 a 74 | 24    |
| 40    | 65 a 69 | 36    |
| 36    | 60 a 64 | 36    |
| 44    | 55 a 59 | 56    |
| 28    | 50 a 54 | 56    |
| 44    | 45 a 49 | 36    |
| 48    | 40 a 44 | 36    |
| 56    | 35 a 39 | 40    |
| 56    | 30 a 34 | 48    |
| 28    | 25 a 29 | 40    |
| 20    | 20 a 24 | 24    |
| 36    | 15 a 19 | 20    |
| 32    | 10 a 14 | 52    |
| 36    | 5 a 9   | 48    |
| 16    | 0 a 4   | 12    |

## Economia
El 2007 la població en edat de treballar era de 759 persones, 469 eren actives i 290 eren inactives. De les 469 persones actives 423 estaven ocupades (225 homes i 198 dones) i 46 estaven aturades (15 homes i 31 dones). De les 290 persones inactives 90 estaven jubilades, 55 estaven estudiant i 145 estaven classificades com a «altres inactius».

### Ingressos
El 2009 a Lavault-Sainte-Anne hi havia 485 unitats fiscals que integraven 1.127,5 persones, la mediana anual d'ingressos fiscals per persona era de 19.141 €.

### Activitats econòmiques
Dels 26 establiments que hi havia el 2007, 1 era d'una empresa alimentària, 2 d'empreses de fabricació de material elèctric, 3 d'empreses de fabricació d'altres productes industrials, 5 d'empreses de construcció, 1 d'una empresa de comerç i reparació d'automòbils, 1 d'una empresa de transport, 4 d'empreses d'hostatgeria i restauració, 1 d'una empresa financera, 2 d'empreses immobiliàries, 2 d'empreses de serveis, 3 d'entitats de l'administració pública i 1 d'una empresa classificada com a «altres activitats de serveis».
Dels 4 establiments de servei als particulars que hi havia el 2009, 1 era un guixaire pintor, 2 fusteries i 1 lampisteria.
L'any 2000 a Lavault-Sainte-Anne hi havia 9 explotacions agrícoles que ocupaven un total de 340 hectàrees.

## Equipaments sanitaris i escolars
El 2009 hi havia una escola elemental.

## Poblacions més properes
El següent diagrama mostra les poblacions més properes.